# بوشعيب البيضاوي
بوشعيب البيضاوي (ولد سنة 1928 في الدار البيضاء - توفي في 25 ماي 1965) كان مغنيا شعبيا وممثلا كوميديا مغربيا يعد واحدة من رموز فن العيطة المغربية. كما اشتهر بأدائه لأدوار نسائية في حقبة كان فيها عمل المرأة في المجال الفني أمرا غير مقبول بالنظر إلى تقاليد وعادات المجتمع المغربي.

## أغاني اشتهر بأدائها
- «خربوشة»
- «ركوب الخيل»
- «الحداويات»
- «ولي بغا حبيبو»
- «الكافرة غدرتيني»
- «ما شفتو غزالي».